# Vallentigny
 Vallentigny  es una población y comuna francesa, en la región de Champaña-Ardenas, departamento de Aube, en el distrito de Bar-sur-Aube y cantón de Brienne-le-Château.

## Demografía
| 451 | 380 | 314 | 227 | 205 | 191 |
| Para los censos de 1962 a 1999 la población legal corresponde a la población sin duplicidades (Fuente: INSEE [Consultar]) |     |     |     |     |     |